# Schernerskopf
Le Schernerskopf est une montagne qui s’élève à 3 033 m d’altitude dans les Hohe Tauern, en Autriche.